# مهدی بحرالعلوم کرمانی
شیخ مهدی بحرالعلوم کرمانی یکی از فرزندان ملا محمد جعفر کرمانی و برادر شیخ احمد روحی بود.
وی از فعالین جنبش مشروطه و در میان اعضای انجمن باغ میکده و بابیان برجسته ای چون شیخ محمدمهدی شریف کاشانی، ملک المتکلمین، سید جمال واعظ، سید محمدرضا مساوات، سید اسدالله خرقانی، ابوالحسن میرزا قاجار - آقا میرزا محسن (برادر صدرالعلما) - سلیمان خان میکده - یحیی دولت‌آبادی - محمدعلی خان نصرت السلطان - جهانگیرخان صوراسرافیل، میرزا عباس علی خان شوکت، حامدالملک شیرازی، میرزا محمود شیرازی، حاج میرزا علی محمد دولت‌آبادی و … حضور داشت.
شیخ مهدی بحرالعلوم پس از پدرش به تدریس علوم اسلامی می‌پرداخت. این در حالی بود که وی نیز مانند پدر، بابی (ازلی) بود.
وی در دوره نخست بعنوان نماینده کرمان در مجلس شورای ملی حضور داشت.
ملا محمد جعفر، بعد از دعوی من یظهره‌الله از سوی میرزا حسینعلی نوری بهاءالله، از او تمکین نکرده و همچنان بر زعامت میرزا یحیی نوری صبح ازل که به عنوان جانشین باب شناخته می‌شد، تأکید نمود و به همراه چهار فرزندش شیخ مهدی بحرالعلومی، شیخ احمد روحی و شیخ محمود افضل الملک، همچنان بر اعتقاد بابی خویش پابرجا ماند.